# Allgemeine Literatur-Zeitung
Die Allgemeine Literatur-Zeitung war eine 1785 in Jena gegründete und 1803 bis 1849 in Halle weitergeführte Literaturzeitschrift, die mit dem Ziel auf den Markt gebracht wurde, die gesamte aktuelle Literaturproduktion jener Zeit zu rezensieren und kritisch zu begleiten. Sie wurde vorübergehend zur auflagenstärksten und einflussreichsten deutschsprachigen Zeitung dieser Art. Ab 1804 stand sie in Konkurrenz zur Jenaischen Allgemeinen Literatur-Zeitung.

## Geschichte
Gegründet von dem Verleger Friedrich Justin Bertuch zusammen mit dem Jenaer Literaturprofessor Christian Gottfried Schütz und dem Weimarer Dichter und Schriftsteller Christoph Martin Wieland, konnte die Zeitung bei täglicher Erscheinungsweise bereits zwei Jahre später gut 2000 Abonnenten verbuchen. Zu den bekanntesten Mitarbeitern zählten u. a. Johann Wolfgang von Goethe, Friedrich Schiller, Immanuel Kant, Johann Gottlieb Fichte und Alexander von Humboldt. Die zwischen 1785 und 1800 in der Allgemeinen Literatur-Zeitung besprochenen Werke wurden im Schriftenverzeichnis Allgemeines Repertorium der Literatur (Weimar 1793–1807) indiziert.
1804 nahm Schütz eine Professur in Literaturgeschichte und Beredsamkeit in Halle an, verlegte bereits 1803 den Erscheinungsort der Allgemeine Literatur-Zeitung nach Halle und setzte dort zusammen mit dem Professor und Bibliothekar Johann Samuel Ersch die Herausgabe der Zeitung fort.
Bereits am 31. Januar 1804 erschien, auch auf dem seit August 1803 begonnenen Betreiben Goethes, die Jenaische Allgemeine Literatur-Zeitung. Goethe sah sich zu diesem Schritt gezwungen, da er den Verfall der Universität in Jena befürchtete. Als verantwortlichen Redakteur gewann er den Jenaer Altphilologen Heinrich Karl Abraham Eichstädt. Die beiden Literatur-Zeitungen (die Jenaische und die Hallesche) standen sich anfangs als Konkurrenten gegenüber. Doch die Jenaische Literaturzeitung öffnete sich mehr und mehr den neuen politischen und philosophischen Richtungen und enthielt regelmäßig Beiträge auch aus den Bereichen Medizin, Anthropologie und Naturwissenschaft, wogegen die Hallesche Zeitung mit Schütz der Kantischen Philosophie treu blieb und in den Jahren mehr und mehr an Bedeutung verlor.
Die Jenaische Literaturzeitung übertraf sehr schnell in Art und Umfang die Hallesche. In einer Vorrede zum Jahrgang 1812 wurde erwähnt, dass bereits über 600 Mitarbeiter für die Zeitung arbeiten würden. Zu Artikeln über die „schönen Künste“ findet sich gelegentlich die Verfasserabkürzung „W.K.F.“, ein Kürzel für die „Weimarer Kunstfreunde“, benutzt von Heinrich Meyer und Goethe. Während der Jahre 1804 bis 1837 erschien die Zeitung dreimal wöchentlich. Die Erscheinungsweise wurde danach schrittweise verringert, bis sie zuletzt nur noch monatlich erschien und 1841 das Erscheinen einstellte.
Nachdem auch die Allgemeine Literatur-Zeitung in Halle 1849 ihr Erscheinen eingestellt hatte, wurde das Literarisches Centralblatt für Deutschland von Friedrich Zarncke 1850 in Leipzig gegründet und erschien bis 1944.